# ماكوتو تيزوكا
ماكوتو تيزوكا ((手塚 眞 Tezuka Makoto؟،))، معروف أيضا باسم ماكوتو تيزكا ولد في في طوكيو 11 أغسطس 1961، وهو مدير  أفلام وأنميات يابانية، يملك استوديو تيزوكا برودكشنز من والده أوسامو تيزوكا و ساعد في إصدار الأعمال الأخيرة، كما أنه يدير أيضا شركته الخاصة نيونتيترا. وهو متزوج من ريكو أوكانو، التي مهنتها مانغاكا. أشرف على سلسلة مانغا ناوكي المنسوجة بشكل مذهل؛ بلوتو ، كما يتبنّى قصة قوس والده الخاصة المانجا أسترو بوي.

## الأعمال المختارة

### الفيلم
- Hakuchi (The Innocent) (starring Tadanobu Asano, Miyako Koda, and Reika Hashimoto, 1999)
- Jikken eiga (Experimental Cinema) (starring Masatoshi Nagase and Reika Hashimoto, 1999)
- Black Kiss (renamed from Synchronicity, starring Masanobu Andō, Kaori Kawamura, and Reika Hashimoto, 2004)
- A Man, A Woman And A City (a series of short films for the John Foxx release, 2016)[3]

### أنمي
- أكويمون (أوفا): مدير
- بلاك جاك (2004 التلفزيون): مدير
- بلاك جاك 21 (تليفزيون): مدير
- بلاك جاك الخاصة: 4 معجزات الحياة: مدير
- بلاك جاك: اثنين من الأطباء الظلام (فيلم): مدير
- الدكتور بينوكو لا موري نو بوكين (فيلم): المشرف
- بلوتو: أعلى المشرف

### لعبة حاسوب
- Fin Fin on Teo the Magic Planet (أوفا): مدير

## مزيد من القراءة
- Chang, Chih-Chieh (1 سبتمبر 2005). "Interview: Makoto Tezuka". Anime News Network. مؤرشف من الأصل في 2019-04-19. اطلع عليه بتاريخ 2013-03-17.

## وصلات خارجية
- (باليابانية)

الموقع الرسمي

- (باليابانية) بلوق الرسمية
- ماكوتو تيزوكا على موقع IMDb (الإنجليزية)
- ماكوتو تيزوكا على موقع روتن توميتوز (الإنجليزية)
- ماكوتو تيزوكا على موقع ألو سيني (الفرنسية)
- ماكوتو تيزوكا على موقع ألو سيني (الفرنسية)
- ماكوتو تيزوكا على موقع أول موفي (الإنجليزية)
- ماكوتو تيزوكا على موقع أول موفي (الإنجليزية)
- ماكوتو تيزوكا على موقع قاعدة بيانات الفيلم (الإنجليزية)
- ماكوتو تيزوكا على موقع كينوبويسك (الروسية)
- ماكوتو تيزوكا على موقع ANN person (الإنجليزية)
- ماكوتو تيزوكا  في شبكة أخبار الأنمي